# Théorème d'Eilenberg-Zilber
En mathématiques, le théorème d'Eilenberg-Zilber est un résultat de topologie algébrique qui établit une équivalence d'homotopie entre le complexe de chaînes du produit de deux espaces et le produit tensoriel des complexes de chaînes de chacun d'eux. Le calcul de l'homologie de l'espace produit en fonction de celles des deux facteurs est ainsi réduit à un pur problème d'algèbre homologique, traité par le théorème de Künneth.

## Contexte
Ce théorème s'applique aussi bien à des espaces topologiques et leurs complexes de chaînes singulières qu'à des ∆-complexes et leurs complexes de chaînes simpliciales car il porte plus généralement sur les modules simpliciaux,.
Étant donnés deux modules simpliciaux M et N (sur un anneau commutatif arbitraire), on a deux façons naturelles de leur associer un complexe de chaînes :
- soit en formant d'abord les deux complexes de chaînes associés M✲ et N✲ puis en prenant le produit tensoriel M✲⊗N✲,
- soit en définissant d'abord le module simplicial produit M×N :(M×N)n = Mn⊗Nn et chaque face ou dégénérescence de M×N est le produit tensoriel des faces ou dégénérescences correspondantes de M et N,puis en prenant le complexe de chaînes associé, (M×N)✲.

Les deux complexes de chaînes M✲⊗N✲ et (M×N)✲ ont même module de degré 0, M0⊗N0, et la technique des modèles acycliques (en), permet, par récurrence sur le degré, de prolonger naturellement cet isomorphisme en degré 0 en deux morphismes de complexes de chaînes,
tels que f∘g et g∘f soient (naturellement) homotopes à l'identité. Ce couple (f, g) n'est unique qu'à équivalence d'homotopie (naturelle) près mais la méthode en fournit un, que l'on peut expliciter comme suit,.

## Applications d'Alexander-Whitney et de mélange
Pour préciser f, on introduit une notation commode : en chaque degré n, d désigne la dernière face, dn. L'application f est l'application AW d'Alexander-Whitney, décrite par :
L'application g est l'application sh de shuffle, ou « produit de mélange » :
où la somme est prise sur tous les (p, q)-shuffles (μ, ν).

## Énoncé
Théorème — Pour tous modules simpliciaux M et N, les complexes de chaînes (M×N)✲ et M✲⊗N✲ sont homotopiquement équivalents (donc quasi-isomorphes), via les applications d'Alexander-Whitney et de mélange.